# Alonso Cueto
Alonso Cueto (Lima, 30 april 1954) is een Peruviaans schrijver en hoogleraar.

## Levensloop
Cueto studeerde in 1977 af aan de Pauselijke Katholieke Universiteit van Peru. Hierna reisde hij twee jaar door Europa en onderwees hij onder meer Engels in Madrid. Hierop volgend begon hij aan zijn promotiestudie aan de Universiteit van Texas in Austin. In 1984 promoveerde hij met het proefschrift Los cuentos de Juan Carlos Onetti.
In 1983 kwam hij met zijn eerste werk, La batalla del pasado (De slag van het verleden), met daarin een verzameling van korte verhalen. Zijn eerste roman was El tigre blanco (De witte tijger).
Cueto is hoogleraar journalistiek aan Pauselijke Katholieke Universiteit van Peru. Hij schrijft regelmatig stukken voor de krant Peru 21.

## Erkenning
- 1985: Viracocha-prijs voor El tigre blanco
- 2000: Anna Seghers-prijs, oeuvreprijs, Duitsland
- 2002-03: Guggenheim-beurs
- 2005: Premio Herralde voor La hora azul
- 2004-05: Tweejaarlijkse Uitgeversprijs van de Volksrepubliek China voor beste boek
- 2006: Medalla Inca Garcilaso de la Vega van het Nationaal Cultuurinstituut van Cuzco, Peru
- 2007: Finalist tijdens de Premio Planeta-Casa de América met El susurro de la mujer ballena
- 2010: Nationale boekenbeurs van Lima